# Cele o sută de zile
Cele o sută de zile reprezintă perioada dintre revenirea lui Napoleon Bonaparte la Paris, la data de 20 martie 1815, din exilul său pe insula Elba și revenirea pe tron a lui Ludovic al XVIII-lea, la 8 iulie 1815. În acest timp s-a derulat Războiul celei de-a Șaptea Coaliții, constând în operațiunile militare care au avut loc în Belgia de astăzi și în nord-estul Franței; în nordul Italiei și în Regatul Neapolelui în anul 1815. Acest conflict a opus trupele Coaliției armatelor franceze comandate de împăratul Napoleon I, iar după abdicarea acestuia pe 22 iunie 1815, de mareșalul Davout. Înfrângerea franceză decisivă de la Waterloo și apoi invazia trupelor Coaliției au adus „A doua Restaurație franceză”.

## Context

### Întoarcerea din insula Elba
După prima abdicare a împăratului Napoleon (1814), Franța s-a reîntors la monarhia Bourbonilor, Napoleon fiind exilat în insula mediteraneană Elba. El a rămas în contact cu o serie de oameni politici din Franța și deci a fost mereu la curent cu desfășurarea evenimentelor din țară. Informat pe această cale despre nemulțumirea crescândă a populației față de noul rege, Ludovic al XVIII-lea și de regimul său, Napoleon evadează din insula Elba și se întoarce în Franța la începutul lui martie 1815, la doar 11 luni după prima sa abdicare. În drumul său spre Paris, fostul suveran nu se confruntă cu o opoziție hotărâtă, trupele trimise în întâmpinarea sa pentru a-l aresta, raliindu-se fostului lor comandant. La fel vor face și majoritatea generalilor importanți și o serie de mareșali.

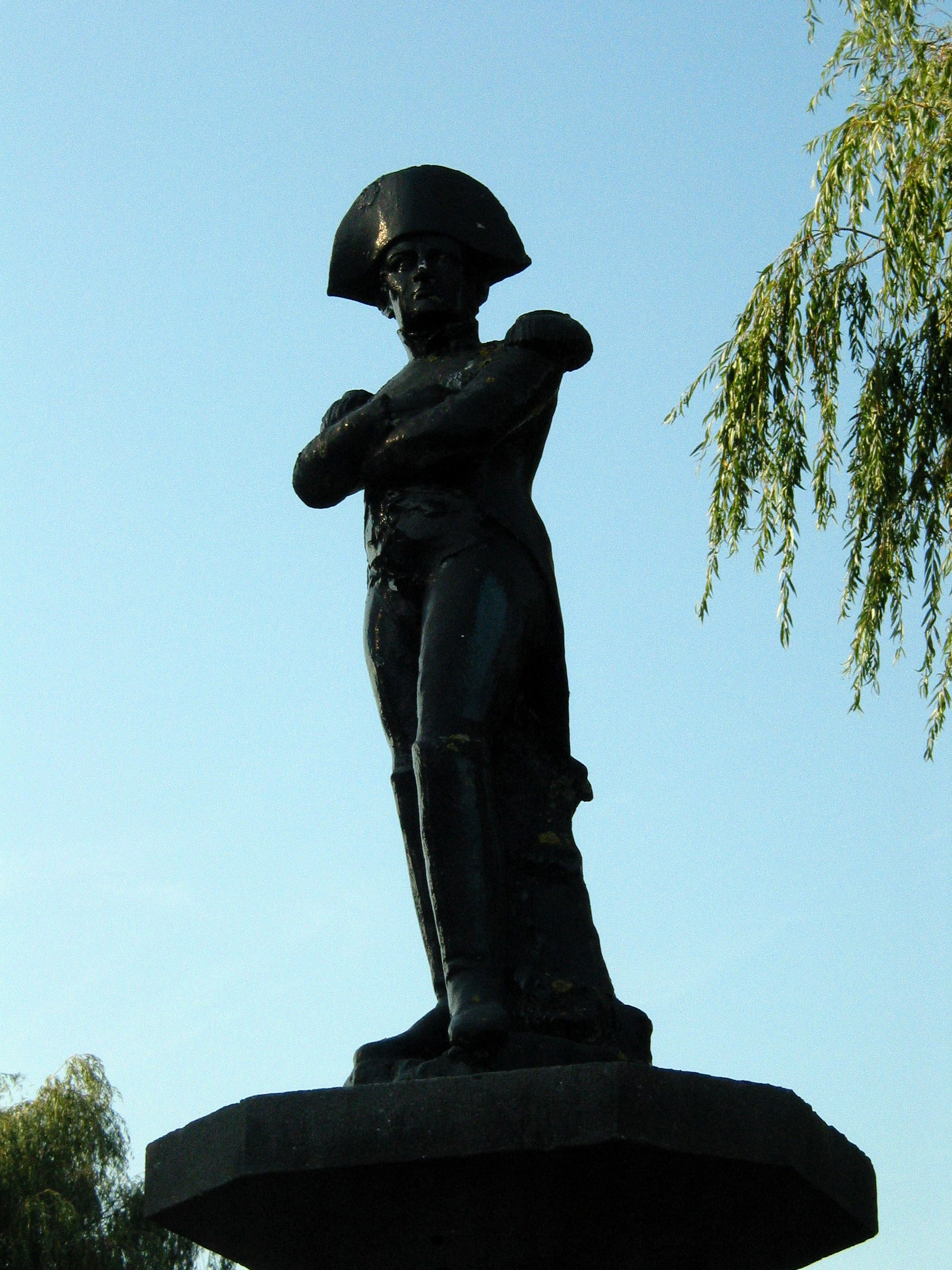
Napoleon - Împărat

După ce a ajuns la Paris, Napoleon este nevoit să se confrunte cu serie de probleme majore, consecințe directe ale ultimelor ordonanțe răzbunătoare transmise de Ludovic al XVIII-lea, chiar înainte de a părăsi teritoriul francez. Prima ordonanță pur și simplu desființa armata, făcând rechemarea sub arme anevoioasă și controversată, iar cea de-a doua interzicea să i se plătească impozit lui Napoleon, catalogat drept „uzurpator”. Mai mult decât atât, suveranul detronat își aduce contribuția sa la subminarea unei eventuale păci europene, scriindu-i împăratului austriac în termenii următori: „N-am aflat la trupele noastre decât nerăbdarea de a merge să servească un șef al cărui nume le amintește și pare să le promită încă alte cuceriri și devastări în Europa”.
Astfel, pe plan militar, situația Împăratului era critică: aliații sunt hotărâți să îl elimine definitiv și mobilizează aproape un milion de oameni pentru a invada Franța. Astfel, 85 000 de soldați austrieci și piemontezi se aflau în Italia de nord și centrală; 168 000 de soldați ruși urmau să fie trimiși în Germania centrală, pentru a întări armata de 225 000 de austrieci și germani, masată de-a lungul Rinului pentru a amenința Alsacia. Probabil forța cea mai avansată ca stadiu de pregătire de luptă era armata anglo-aliată din Belgia, estimată la 94 600 oameni condusă de Ducele de Wellington, general pe care nimeni nu reușise să îl învingă decisiv, armata combinată fiind formată din englezi, olandezi și soldați din Hanovra și Nassau. La fel de pregătiți erau cei 123 000 de prusaci comandați de mareșalul Blücher, cantonați tot în Belgia, ceva mai la nord. Un alt Corp de armată prusac de 26 200 de oameni se afla în rezervă.

### Strategia lui Napoleon
În acest context, în linii mari, strategia generală a lui Napoleon era:
- 14 400 de oameni (organizați în două armate „ale Pirineilor”) ar fi trebuit să oprească o eventuală, dar improbabilă invazie spaniolă dinspre sud-vest;
- mareșalul Suchet[5] cu 23 100 de oameni trebuia să întârzie avansul austro-piemontezilor dinspre sud-est;
- mareșalul Brune, cu 5 500 de oameni, trebuia să apere Marsilia și coasta de sud împotriva unei debarcări engleze;
- generalul Rapp cu 23 100 de oameni, urma să aibă o misiune de observație a forțelor austro-ruse, în caz că acestea ar fi amenințat să treacă Rinul[6].
- generalul Lamarque, un expert al războiului de gherilă, cu 10 000 de oameni, avea rolul de a pune capăt revoltei regaliste din Vendée.[7]
- alte forțe erau detașate în garnizoane pentru a apăra diverse obiective și zone, ceea ce însemna că lui Napoleon îi rămâneau circa 128 000 de oameni („Armata Nordului”), pe care intenționa să îi comande personal pentru a ataca forțele anglo-aliate și prusace din Belgia[6]. Sub comanda sa, Împăratul urma să aibă 5 mareșali: Ney (rechemat în ultimul moment pentru a comanda una din aripile armatei), Soult (desemnat într-un rol nou pentru el, acela de șef de Stat Major - denumit Maior General), Grouchy (recent numit mareșal, urma să fie comandantul unei aripi), Mortier (comandantul Gărzii) și Lefebvre (inspector general al Armatei Nordului, eventual șef de Corp). Ultimii doi nu au putut participa din diferite motive la campanie, pierderea de ultim moment a lui Mortier (din cauza unei crize de sciatică), fiind destul de gravă[8]. Dr. David Chandler opinează că Napoleon nu i-a folosit în mod deliberat pe unii dintre cei mai competenți mareșali pentru a culege el însuși toți laurii unei victorii importante; cu toate acestea, Andrew Roberts argumentează împotriva acestei teze[9].

## Războiul celei de-a Șaptea Coaliții

### Ofensiva lui Murat
Un aliat neașteptat și prețios pentru Împărat ar fi putut să fie regatul Neapolelui, condus de generalul francez Joachim Murat. Cumnat al lui Napoleon, "întâiul cavalerist al Europei" îi datora tronul și titlurile nobiliare Împăratului dar atitudinea sa duplicitară a adormit vigilența aliaților, reuniți în cadrul Congresului de la Viena și astfel Murat a ajuns să își păstreze regatul, după prima abdicare, din 1814. Cu toate acestea, la începutul lui 1815 la Congresul de la Viena se punea în discuție în mod serios înlăturarea lui Murat de pe tronul napolitan. Odată cu revenirea Împăratului, Murat a decis să se alăture fostului său suveran. La 30 martie 1815, Murat lansează un apel pentru unitatea Italiei, lansând o ofensivă precipitată împotriva trupelor austriece din Italia, într-un moment în care Napoleon încă spera să convingă o parte din țările Coaliției să accepte revenirea sa pe tron. Ofensiva Murat a spulberat orice șansă ca acest lucru să se întâmple. Într-o primă fază, ofensiva napolitană are succes și Murat ocupă Roma, Florența și Bologna, slab apărate. Însă, odată cu sosirea în zonă a unei puternice armate austriece, Murat este înfrânt la Ochiobello (9 aprilie) și apoi spulberat la Tolentino (2 mai). Pierzându-și regatul, Murat se reîntoarce în Franța, sperând ca Împăratul să îi ierte dezertarea din 1813 și să îl recheme. Acest lucru nu avea să se întâmple, deoarece pierduse definitiv încrederea Împăratului francez.

### Campania din Belgia

Planul campaniei de la Waterloo

Napoleon intenționa să contrabalanseze avantajul numeric al aliaților prin tactici de diversiune menite să aducă aceste forțe în situația de a se lupta separat și nu ca o armată unică iar împăratul știa că trebuie să se ocupe mai întâi de armata anglo-aliată și prusacă din Belgia actuală, după care ar fi urmat să se îndrepte asupra austriecilor și rușilor. Cu abilitatea sa obișnuită, împăratul trece granița și dă peste cap strategia aliată. Și acest lucru s-a datorat faptului că Împăratul a reușit să se interpună între cele două armate, lăsându-le acestora puține opțiuni, deoarece liniile de comunicație engleze erau spre mare, deci spre vest iar ale prusacilor erau spre est. Pe data de 15 iunie, în zori, chiar la începutul manevrei franceze, Împăratul se confruntă cu un eveniment grav: trădarea generalului Bourmont, care trece de partea aliaților, împreună cu o parte din statul său major. Bourmont le predă acestora ordine de marș, starea precisă a efectivelor dar nu le poate prezenta nici o informație esențială, știindu-se deja că francezii au trecut la atac. În aceste condiții, manevra Împăratului expunea cele două armate la riscul de a le fi tăiate liniile de comunicație, cu efecte catastrofale pentru o armată. Astăzi, această operațiune este cunoscută sub numele de „Manevra Charleroi”, o mișcare strategică genială, deseori citată printre marile manevre din istoria militară. Planul Coaliției cataloga ofensiva franceză drept improbabilă și nu anticipase posbilitatea ca francezii să aleagă ca rută drumul dificil prin Charleroi. Feldmareșalul Blücher îi scrie pe 14 iunie soției sale: „Vom intra în curând în Franța. S-ar putea să mai rămânem aici un an căci Bonaparte nu ne va ataca”. De asemenea, Wellington scrie, în aceeași zi la Londra, raportând că va ataca la sfârșitul lunii.. Totuși, francezii au ales exact această rută dificilă dar care le-a permis să se interpună între cele două armate inamice, spre surprinderea totală a Ducelui de Wellington.

#### Ligny și Quatre Bras
Ducele de Wellington, aflat pe data de 15 la balul Ducesei de Richmond, află despre manevra napoleoniană și exclamă: „Dumnezeule, Napoleon m-a păcălit! A câștigat 24 de ore de marș asupra mea.”. 
Napoleon își împarte armata în trei: aripa stângă sub comanda lui Ney, cea dreaptă sub comnda lui Grouchy, iar centrul (Garda și Corpul Lobau), sub comanda sa directă, pregătit pentru a susține oricare dintre aripi. Primele confruntări majore au loc pe 16 iunie, la Ligny și Quatre Bras, Wellington fiind nevoit să dea acestă din urmă bătălie pentru a evita ca aliatul său prusac să fie complet zdrobit de o eventuală venire a lui Ney. Cu toate acestea, nici una dintre bătălii nu este o victorie decisivă franceză. Armata anglo-aliată s-a putut retrage aproape intactă din fața lui Ney la Quatre Bras iar prusacii au suferit pierderi uriașe la Ligny dar nu au fost anihilați. Acest lucru s-a datorat în primul rând lipsei de comunicare dintre Împărat și mareșalul Ney, cei doi dând ordine contradictorii generalului d'Erlon (mareșalul Ney era comandantul direct al contelui), astfel că acesta a făcut un du-te-vino între cele două câmpuri de bătălie, fără a participa la niciuna dintre confruntări. Roberts subliniază că ura dintre Maiorul General Soult și Mareșalul Ney ar fi fost elementul decisiv cauzator al acestei fatale probleme de comunicare, pe care vechiul Maior General, Mareșalul Berthier nu ar fi permis-o niciodată. Dacă Drouet d'Erlon, cu cei 20 000 de oameni ai săi ar fi ajuns pe câmpul de bătălie de la Ligny, pentru a da lovitura finală prusacilor și a le tăia retragerea, aceștia din urmă ar fi fost absolut zdrobiți, nu doar învinși și nu ar mai fi putut să îi ofere vreun ajutor semnificativ lui Wellington două zile mai târziu, la Waterloo. De asemenea, dacă d'Erlon ar fi luptat la Quatre Bras, Wellington ar fi fost foarte probabil învins. După cum s-au întâmplat însă lucrurile, armata prusacă s-a putut retrage în relativă ordine, sub conducerea generalului von Gneisenau, cel care a preluat comanda de la Gebhard Leberecht von Blücher, care, căzut de pe cal, își pierduse cunoștința și doar printr-un miracol nu fusese capturat de cavaleria inamică. Feldmareșalul fiind absent de la postul său de comandă, Gneisenau, deși profund anglosceptic, a fost cel care a luat decizia de a se retrage pe o rută paralelă cu Wellington, în vederea realizării unei joncțiuni, ordin confirmat ulterior de Blücher.. 

Ligny și Quatre Bras

În ceea ce îl privește pe Napoleon, acesta face la momentul respectiv un bilanț mai degrabă pozitiv: rezultatul bătăliei servește în fond planul său strategic pentru această campanie - acela de a împiedica joncțiunea între cele două armate ale Coaliției și a le împinge cât mai departe una de cealaltă. În plus, Împăratul știe că prusacii au suferit pierderi grele dar nu știe exact în ce măsură aceștia mai pot continua lupta și face greșala de a-i considera aproape învinși. Împăratului nu îi rămâne decât să se îndrepte spre Bruxelles, fiind convins că Wellington va încerca să apere orașul. Pentru a face acest lucru, Napoleon detașează 33 000 de oameni și 96 de piese de artilerie și îi plasează sub comanda nou-numitului mareșal Grouchy. Acesta avea ca obiectiv urmărirea prusacilor, aflați în retragere, în direcția Wavre-sur-Dyle, în timp ce restul armatei, sub comanda Împăratului, urma să se ocupe de anglo-aliați.
De cealaltă parte, prusacii au fost în eroare din punct de vedere strategic în prima parte a campaniei iar acum se vedeau nevoiți să ia o decizie extrem de importantă. Existau voci în cadrul Statului Major al armatei prusace care cereau retragerea spre Prusia și abandonarea aliaților britanici. Acest punct de vedere nu a fost reținut, hotărându-se regruparea în jurul localității Wavre și apoi joncțiunea cu Wellington. Cât despre britanici și aliații lor, situația era clară și expusă pe scurt într-o scrisoare a lui Wellington către Blücher: ducele avea să se poziționeze pe platoul Mont Saint-Jean, la sud de Bruxelles și va încerca să îl rețină aici pe Napoleon. Generalul englez avertizează totuși că, dacă nu va primi întăriri consistente, se va vedea nevoit să se retragă dar Blücher îl asigură: „Nu voi veni numai cu două Corpuri, ci cu întreaga mea armată". Conform lui Roberts, întregul plan al lui Wellington de a rezista la Mont St. Jean se baza pe presupunerea că prusacii se vor putea ține de cuvânt, astfel că, orice speculație despre ce s-ar fi întâmplat dacă Blücher nu ar fi promis să vină cu întăriri este absolut inutilă, deoarece cele două armate, prusacă și anglo-aliată, formau o unitate indivizibilă în ceea ce privește planificarea campaniei.

#### Bătălia de la Waterloo

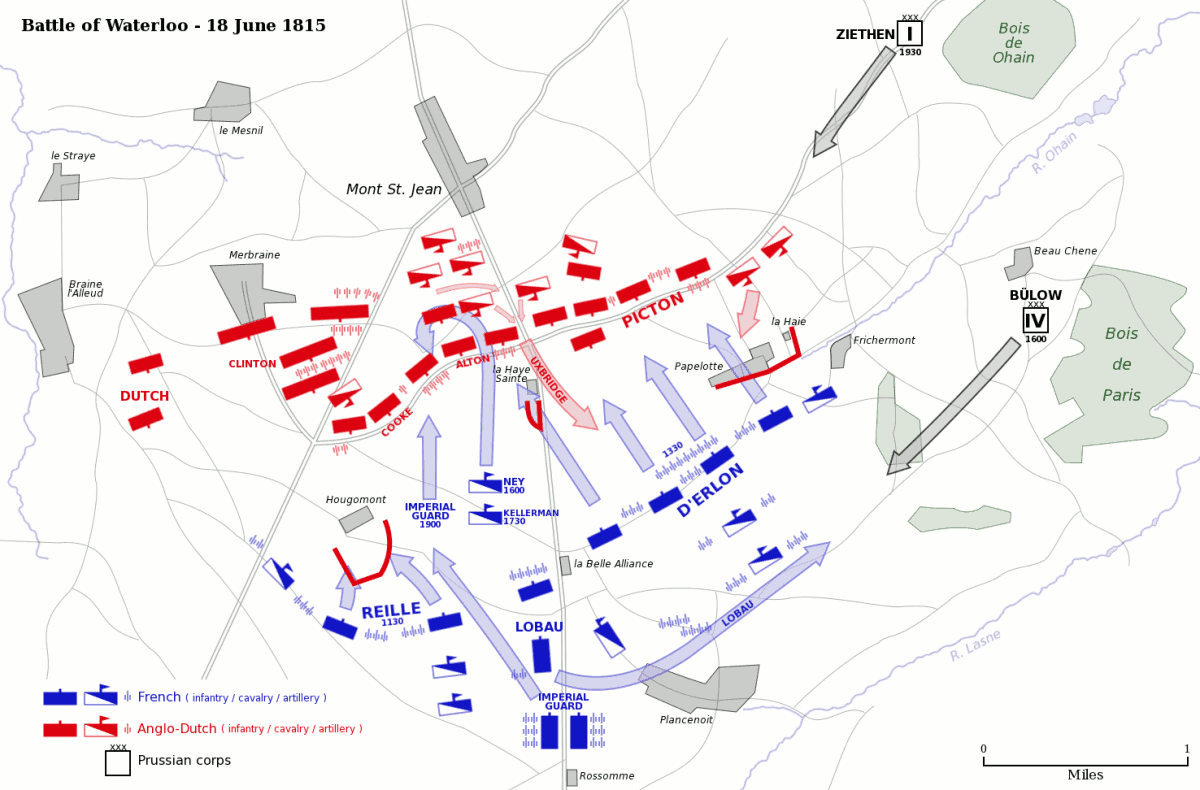
Bătălia de la Waterloo

În ziua de 18 iunie 1815, la două zile după Ligny și Quatre Bras, s-a dat bătălia de la Waterloo, în cadrul căreia forțele franceze conduse de Napoleon au atacat forțele anglo-aliate ale lui Wellington. Ocupând excelenta poziție defensivă oferită de platoul Mont Saint-Jean, Wellington își dispune grosul trupelor pe dreapta sa, pentru a evita ca poziția sa să fie întoarsă prin dreapta, tăindu-i liniile de comunicație cu porturile de la Marea Mânecii. Centrul lui Wellington era de asemenea puternic, trupele fiind masate în spatele fermei La Haye Sainte, dar stânga sa era compusă din trupe de slabă calitate și mai puțin numeroase, deoarece Ducele se aștepta ca pe aici să sosească prusacii.
De partea cealaltă, Napoleon nu avea decât o idee vagă despre dispozitivul anglo-aliat, disimulat în spatele crestei platoului Mont Saint-Jean, astfel că Împăratul își dispune trupele simetric, pentru a putea exploata orice eventualitate. Napoleon nu prevedea eventualitatea ca prusacii să poată veni în ajutorul Ducelui, crezând că Grouchy se va putea interpune pentru a-i întârzia.
Deoarece pe data de 17 plouase torențial, Napoleon a trebuit să aștepte ca pământul să se usuce, pentru a-și putea instala numeroasa artilerie. Acest lucru a făcut ca primul atac francez să nu fie început decât în jurul orei 11:30, când Corpul II al generalului conte Reille a atacat castelul de la Hougoumont, care însă reușește să reziste. La miezul zilei, francezii adună o „Mare Baterie” care bombardează centrul anglo-aliat, atacat apoi cu succes de Corpul I francez. Aripa dreaptă a anglo-aliaților era pe punctul de a ceda, moment în care comandantul cavaleriei anglo-aliate, Uxbridge, lansează două brigăzi de cavalerie grea la atac, surprinzând două dintre cele patru divizii ale Corpului I francez și producându-le pierderi grele. Cavaleria grea britanică este la rândul ei respinsă cu pierderi grele dar intervenția sa a salvat pentru moment armata anglo-aliată.
În jurul orei 15 timp ce francezii se pregăteau să lanseze un nou atac asupra centrului și aripii drepte a anglo-aliaților, prusacii lui Bülow atacă flancul armatei franceze, ceea ce îl face pe Napoleon să suspende acțiunea contra anglo-aliaților. Împăratul îi ordonă Mareșalului Ney să captureze ferma La Haye Sainte, din centrul dispozitivului anglo-aliat, astfel că Mareșalul organizează o serie de șarje violente de cavalerie, insuficient susținute însă de infanterie și artilerie. Cum prusacii erau din ce în ce mai numeroși, Napoleon este nevoit să trimită elemente din Garda Imperială pentru a-i întârzia. În cele din urmă, spre seară, Ney reușește să captureze La Haye Sainte, moment critic pentru Wellington. Cu toate acestea, prezența prusacilor întârzie atacul decisiv francez asupra liniei anglo-aliate, astfel că Wellington are timp să își întărească centrul, primind în plus susținerea unui Corp de armată suplimentar din partea prusacilor. În timp ce prusacii împingeau înapoi flancul drept francez, Napoleon organizează un ultim atac, trimițându-i lui Ney o mare parte din infanteria Gărzii, cu o singură baterie de artilerie și fără susținerea cavaleriei. Atacul nu este coordonat foarte bine și curând Garda, copleșită numeric și decimată de artileria inamică, începe să dea înapoi, ceea ce produce un val de panică în linia franceză, care rupe rândurile. În aceste momente, Wellington ordonă atacul general, susținut de cavaleria prusacă. Ultimele elemente din Garda Imperială franceză încearcă să protejeze retragerea, dar armata franceză, cuprinsă de panică, se dispersează în dezordine, împinsă înapoi de prusaci. Napoleon este înfrânt decisiv și este nevoit să se întoarcă la Paris, unde abdică pe 22 iunie.

#### Manevrele lui Grouchy și Bătălia de la Wavre

Emmanuel, Marchiz de Grouchy, Mareșal al Franței.

În timp ce Napoleon era învins decisiv pe platoul Mont Saint-Jean, mareșalul de Grouchy reușise să localizeze un Corp de armată prusac, pe care l-a crezut a fi întreaga armată prusacă de 75 000 de oameni. Un episod celebru, confirmat de cei care au luat parte, se petrece în jurul orei 12, când bubuitul tunurilor "Marii Baterii", aflate la Mont Saint-Jean, la 25 de kilometri distanță (15 mile), este auzit de soldații și ofițerii armatei comandate de Grouchy, aflați la Walhein. Pe rând, generalii Exelmans și Gérard îi cer comandantului lor să înceteze urmărirea prusacilor, despre poziția cărora nu au informații clare și să "mărșăluiască spre sunetul tunului", așa cum recomanda chiar strategia impusă de Napoleon. Grouchy este însă hotărât să își urmeze ordinele ad literam, adică "să mărșăluiască cu sabia în spatele prusacilor". Acest ordin presupunea totuși existența unui contact vizual cu inamicul sau măcar informații clare despre localizarea acesuia iar marchizul de Grouchy nu se găsea în niciuna din aceste situații. Exelmans ar fi spus: „Împăratul e angajat corp la corp cu armata engleză, nu încape îndoială. Domnule Mareșal, trebuie să mărșăluim spre foc. Sunt un vechi soldat al armatei din Italia și l-am auzit de o sută de ori pe generalul Bonaparte emițând acest principiu. Dacă o luăm la stânga, vom fi într-o oră pe câmpul de bătaie”; Grouchy răspunde: „Cred că aveți dreptate, dar dacă Blücher iese din Wavre și mă prinde în flanc, voi fi vinovat că nu am ascultat ordinele care spun că trebuie să mărșăluiesc împotriva lui Blücher”. Intervine Gérard: „Ordinul pe care l-ați primit e menit să fie aplicat pe câmpul de luptă. Blücher a câștigat deja o rundă asupra voastră; el era ieri la Wavre iar dumneavoastră la Gembloux și cine mai știe unde se află el acum? Dacă s-a reunit cu Wellington, îl vom regăsi pe câmpul de luptă, iar din acel moment ordinul dumneavoastră va fi executat punct cu punct. Dacă nu e acolo, sosirea dumneavoastră va decide soarta bătăliei". Dornic să îndeplinească ordinele Împăratului, Mareșalul marchiz nu vrea să audă și ordonă ordonă înaintarea și apoi atacul spre sfârșitul după-amiezii, la Wavre. Totuși, mareșalul nu știe că nu are în față decât 20 000 de oameni, adică Corpul generalului prusac Johann von Thielmann, ariegarda armatei prusace, ce avea misiunea să îl repereze și rețină pe mareșalul francez.
Ceea ce se întâmplase a fost că mareșalul Grouchy s-a mișcat extrem de încet în urmărirea inamicului pe data de 17 și astfel, restul armatei prusace, generalii Pirch, Ziethen și von Bülow au câștigat 14 ore de marș asupra sa, putându-și aduce corpurile de armată, ce totalizau 50 000 de oameni, în ajutorul lui Wellington la Waterloo. Deci, Grouchy nu mai putea ajunge acolo unde ar fi trebuit să fie, adică între armata prusacă și cea anglo-aliată. Astfel, Corpul lui Thielmann reușește să îi rețină pe cei 33 000 de francezi la Wavre, în timp ce bătălia principală se dădea la circa 10 mile distanță. Primind între timp rapoarte despre înfrângerea de la Waterloo și realizând eroarea strategică pe care a comis-o, Grouchy își dă seama că nu mai poate face nimic așa că învinge corpul prusac ce se afla în fața sa și apoi se retrage rapid și în ordine spre Franța.

#### Ofensiva Coaliției în nord-estul Franței
După dezastrul de la Waterloo, Mareșalul Grouchy a fost informat despre rezultatul bătăliei și a primit ordin de la Împărat să organizeze imediat retragerea înspre Namur și apoi spre Givet, pentru a evita să fie încercuit. Mareșalul organizează o retragere extrem de rapidă, nu înainte de a da o bătălie de arigardă la Namur, cu scopul de a da timp armatei să evacueze răniții spre Franța. 
Pe măsură ce resturile „Armatei Nordului” se retrăgeau în Franța, sub comanda lui Grouchy, armata prusacă a lui Blücher a înaintat rapid, invadând Franța, urmată de armata lui Wellington și de o armată austro-germană. Depășiți numeric, francezii au dat o serie de bătălii minore la La Suffel sau Vertus, dar până la urmă au fost nevoiți să se replieze. Deoarece Împăratul Napoleon I abdicase pe 22 iunie, generalii francezi nu mai vedeau niciun sens în a mai continua operațiunile și astfel au angajat negocieri pentru semnarea unui armistițiu. Cu toate acestea, Coaliția a refuzat să semneze armistițiul înainte de a ocupa Parisul, astfel că Mareșalul Davout, Ministrul francez de Război și comandant de facto al trupelor franceze, a ordonat generalilor săi să apere capitala. Scopul era de a-i sili pe Aliați să semneze încetarea focului fără a ocupa capitala, demonstrând că armata franceză, care regrupa încă 100 000 de oameni cu 500 de tunuri, este încă o forță redutabilă. După un succes minor la Rocquencourt, Vandamme este învins la Issy, astfel că, în fața evidenței înfrângerii, Davout cedează și retrage toată armata franceză dincolo de Loara. Pe 7 iulie, prusacii au intrat în Paris, pregătind scena pentru revenirea lui Ludovic al XVIII-lea.

### Luptele din nordul Italiei și sud-estul Franței
La sfârșitul lunii aprilie, pentru a bloca o ofensivă a Coaliției în sud-estul Franței, Mareșalul Suchet primește comanda celui de-al VII-lea Corp de armată, numărând aproape 25 000 de oameni. Mareșalul reorganizează aceste trupe cu eficiența sa obișnuită și apoi invadează Savoia, la începutul lui iunie 1815, capturând Evian și Saint-Jean de Maurienne, dar, aflând de înfrângerea de la Waterloo, Suchet este nevoit să se replieze. Sud-estul Franței este invadat de o armată austro-italiană, care înaintează spre Lyon, unde se afla Corpul VII al lui Suchet. Depășit numeric și fără speranța de a putea realiza ceva, Suchet încheie un armistițiu avantajos pe 12 iulie 1815 și își retrage trupele la Clermont-Ferrand, de unde ordonă ca armata să fie lăsată la vatră.

## Consecințe
Tratatul de la Paris, încheiat între Franța și Marile Puteri europene din cadrul Congresului de la Viena, încheia ostilitățile, prevăzând o serie de condiții de îndeplinit: Franța urma să revină la granițele din 1790, își limita forțele militare la 150 000 de oameni și urma să plătească o importantă despăgubire de război statelor Coaliției.